# Hòa Hương
Hòa Hương là một phường thuộc thành phố Tam Kỳ, tỉnh Quảng Nam, Việt Nam.
Phường Hòa Hương có diện tích 4 km², dân số năm 2019 là 8.822 người, mật độ dân số đạt 2.206 người/km².